# Trześń (powiat kolbuszowski)
Trześń – wieś w Polsce położona w województwie podkarpackim, w powiecie kolbuszowskim, w gminie Niwiska.
| SIMC    | Nazwa   | Rodzaj    |
| ------- | ------- | --------- |
| 0657361 | Grobla  | część wsi |
| 0657378 | Zagrody | część wsi |

Do 1932 roku istniała gmina Trześń. W latach 1975–1998 miejscowość należała administracyjnie do województwa rzeszowskiego.
Przez wieś przepływa Trześniówka, prawobrzeżny dopływ Świerczówki. 
W miejscowości znajduje się park podworski z XIX wieku. 